# Drepanosticta halterata
Drepanosticta halterata là loài chuồn chuồn trong họ Platystictidae. Loài này được Brauer mô tả khoa học đầu tiên năm 1868.